# Lipany
Lipany (węg. Héthárs) – miasto we wschodniej Słowacji w kraju preszowskim, w powiecie Sabinov. Znajduje się w regionie geograficznym Šariš (podregion: Šarišské podolie), przy ujściu Lipiańskiego Potoku do rzeki Torysa. Pierwsza pisemna wzmianka o miejscowości pochodzi z 1312 roku.
W 2016 roku miasto liczyło blisko 6,5 tys. mieszkańców. Na terenie miejscowości znajduje się cmentarz żydowski, stacja kolejowa Lipany.